# Loch Lochy
Le Loch Lochy (Loch Lochaidh en gaélique écossais) est un vaste loch d'eau douce situé à Lochaber dans les Highlands d'Écosse.
Avec une profondeur moyenne de 70 mètres, il est le troisième lac le plus profond d'Écosse.

## Géographie
Situé à 16 km au sud-ouest du Loch Ness le long du Great Glen, le Loch a une longueur de plus de 15 km avec une largeur moyenne d'environ un km. La rivière Lochy s'écoule à partir de son extrémité sud-ouest tandis que le canal calédonien relie son extrémité nord-est au Loch Oich.

## Histoire
La bataille des chemises s'est déroulée à son extrémité nord, près de Laggan en juillet 1544, opposant le clan Donald au Clan Fraser.
La paix de Fords of Arkaig, en septembre 1665, mit fin à une querelle vieille de 360 ans entre le clan Cameron et la Confédération Chattan. Elle fut établie à Achnacarry, sur l'isthme entre le Loch Lochy et le Loch Arkaig.

## Références

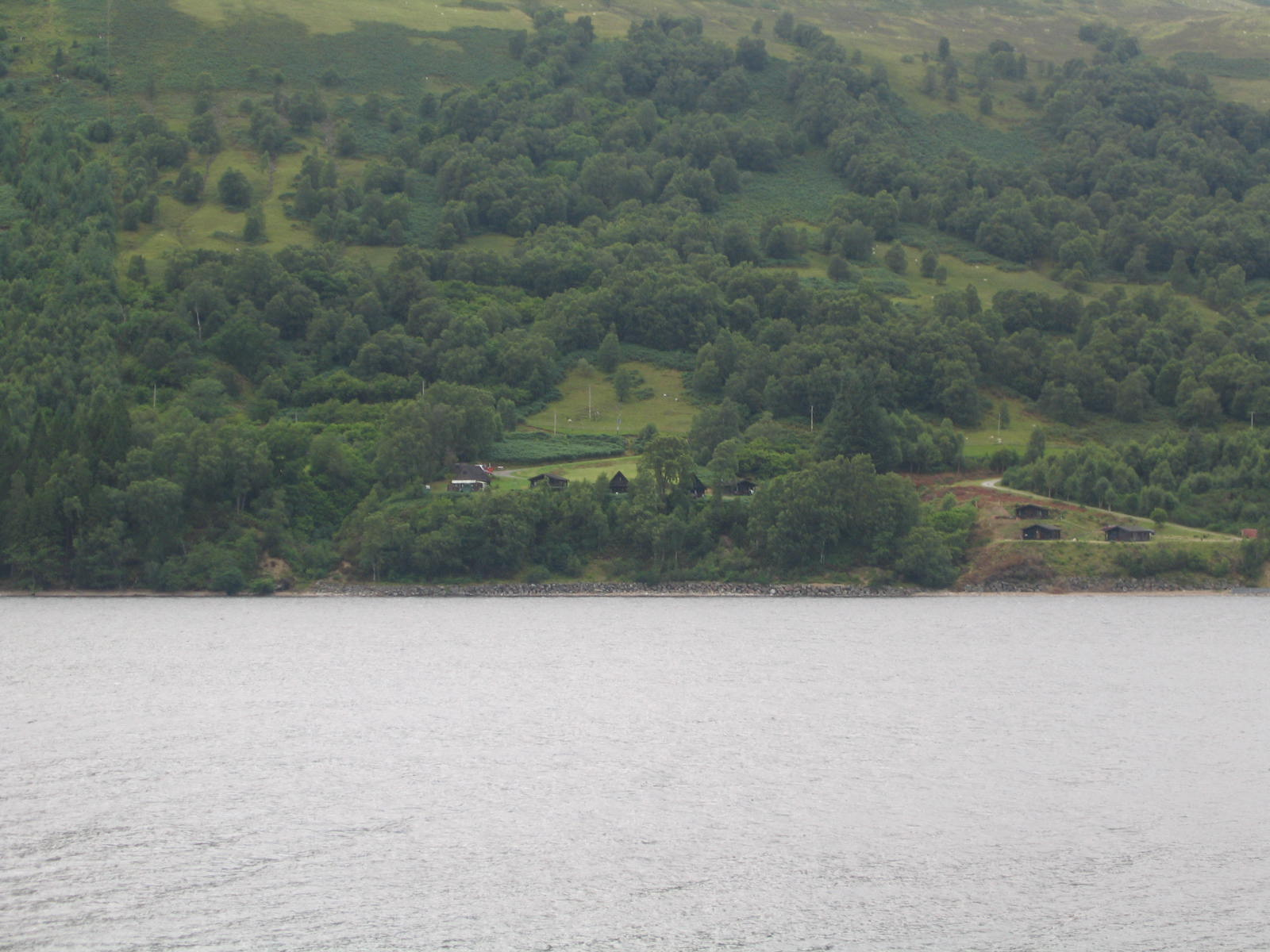
Vue du Loch Lochy depuis Kilfinnan